# Godzilla x Kong: The New Empire
Godzilla x Kong: The New Empire is een Amerikaanse monsterfilm uit 2024, geregisseerd door Adam Wingard. De film is het vervolg op Godzilla vs. Kong (2021) en de vijfde film in Legendary's MonsterVerse. De film is ook de 38e film in de Godzilla-franchise en de 13e film in de King Kong-franchise.

## Verhaal
Kong en Godzilla moeten het samen opnemen tegen een kolossale, onontdekte dreiging die verborgen is in onze wereld en het bestaan van iedereen op de proef stelt. 

## Rolverdeling
| Acteur            | Personage         |
| ----------------- | ----------------- |
| Rebecca Hall      | Dr. Ilene Andrews |
| Brian Tyree Henry | Bernie Hayes      |
| Dan Stevens       | Trapper           |
| Kaylee Hottle     | Jia               |
| Alex Ferns        | Mikael            |
| Fala Chen         | Iwi Queen         |
| Rachel House      | Hampton           |

## Productie
Vanwege het "box office"- en streamingsucces van Godzilla vs. Kong tijdens de coronapandemie, kondigde Legendary Entertainment in maart 2022 een vervolg aan en dat het filmen later in het jaar zou beginnen. In mei 2022 werd aangekondigd dat Adam Wingard zou terugkeren als regisseur en dat Dan Stevens als hoofdrolspeler was gecast. Het filmen begon in juli 2022 in Gold Coast, Queensland, en eindigde in november 2022.

## Muziek
De filmmuziek werd gecomponeerd door Tom Holkenborg en Antonio Di Iorio.

## Release
Godzilla x Kong: The New Empire ging op 25 maart 2024 in première in het TCL Chinese Theatre in Hollywood.
In januari 2024 werd de bioscoopreleasedatum van de film in de Verenigde Staten geplaatst op 29 maart 2024.